# Ye (Pingdingshan)
Ye (chinesisch 葉縣 / 叶县, Pinyin Yè Xiàn) ist ein Kreis in der chinesischen Provinz Henan, der zum Verwaltungsgebiet der bezirksfreien Stadt Pingdingshan gehört. Ye hat eine Fläche von 1.387 km² und zählt 784.700 Einwohner (Stand: Ende 2018). Sein Hauptort ist Kunyang.
Die Stätte der alten Stadt Ye (Yeyi gucheng 叶邑故城) und der alte Regierungssitz des Kreises Ye (Ye xian xianya 叶县县衙) stehen seit 2006 auf der Liste der Denkmäler der Volksrepublik China.